# Grevena
Grevena (græsk: Γρεβενά , Grevená, [ɣreveˈna], aromunsk: Grebini) er en by og kommune i periferien Vestmakedonien, det nordlige Grækenland, der er hovedstad i den regionale enhed Grevena. Byens nuværende befolkning er 13.374 borgere (2011). Det ligger omkring 400 kilometer fra Athen og omkring 180 km fra Thessaloniki. Kommunens indbyggertal er 25.905. Grevena har haft adgang til vejen Egnatia Odos siden begyndelsen af 2000'erne, som nu forbinder Igoumenitsa med Thessaloniki og Alexandroupoli ved grænsen til Tyrkiet . Kommunen er omgivetg af bjerge, og ligger ved floden Greveniotikos, som er en biflod til Haliacmon. Andre vigtige byer i kommunen er Amygdaliés og Méga Seiríni. Grevena Kommunemuseum ligger i byen.

## Historie

### Osmanniske periode
Under osmannisk styre var Grevena (osmannisk navn Gerebena ) sæde for kazaen i Grevena, Sanjak of Serfice, Manastir Vilayet. Ifølge statistikken for Vasil Kanchov ("Makedonien, etnografi og statistik"), boede 600 græske kristne, 500 tyrkere, 200 Vallahades (græsktalende muslimer), 150 arumænere og 100 romaer i byen i 1900.

### 1995 jordskælv
Jordskælvet, der fandt sted i regionen den 13. maj 1995, var 6,6 på Richterskalaen, men det forårsagede kun materiel skade, især i Ventzia-området. Der var to mindre skælv, forud for det største jordskælv med et par minutter og advarede folk, så de kom ud af deres huse. Da det største jordskælv kom, ødelagde det næsten alle huse i flere landsbyer i Ventzia-området.
Et andet jordskælv den 5. januar 2005 målte 4,9 ved Grevena. Det fandt sted klokken 20:00 lokal tid (EET), og der blev ikke rapporteret om skader. Et andet jordskælv med en målt intensitet på 5,4 fandt sted den 17. juli 2007 kl. 21:23 lokal tid (EET) og blev efterfulgt af svage efterskælv. Nogle ældre bygninger blev lettere beskadiget i landsbyer nordøst for Grevena.

## Kommunen
Kommunen Grevena blev dannet ved kommunalreformen i 2011 ved sammenlægning af følgende 13 tidligere kommuner, der blev til kommunale enheder: 
- Agios Kosmas
- Dotsiko
- Filippaioi
- Gorgiani
- Grevena
- Irakleotes
- Mesolouri
- Samarina
- Smixi
- Theodoros Ziakas
- Ventzio